# Ophrys neglecta
Ophrys neglecta es una especie de orquídea terrestre de la familia Orchidaceae. Es nativa  de Cerdeña.

## Sinonimia
- Ophrys tenthredinifera Willd. (1805)

## Nombre común
- Alemán: Italienische Wespen-Ragwurz

- Datos: Q5409378
- Multimedia: Ophrys neglecta / Q5409378